# Dryákova vila (Střešovice)
Dryákova vila je vlastní vila se zahradou architekta Aloise Dryáka, stojící v Západní ulici čp. 489/19 na jejím nároží s ulicí Cukrovarnickou v Praze 6 - Střešovicích. Vila je od 16. května 1991 chráněna jako součást památkové zóny Vilová kolonie Ořechovka.

## Historie a architektura
Alois Dryák patřil ke kolektivu architektů, stavitelů a stavebníků vzorového zahradního města kolonie Ořechovka, který byl realizován v letech 1920-1939. Parcely měly shodný, přibližně čtvercový výměr, stejně jako rodinné domy, a náležely ke čtyřem základním stavebním typům. Investorem vil bylo Stavební družstvo výtvarných umělců a spisovatelů, projektantem i objednavatelem architekt Alois Dryák.
Dryákova vila stojí na čtvercové parcele, má čtvercový půdorys a jehlancovou střechu o rozměrech shodných jako další domy v této kolonii a v této stavební etapě, například Španielova vila, nebo (v dvojnásobném měřítku) dvojdům Emila Filly a Iši Krejčího. K dvoupodlažní budově byl roku 1934 ze severní strany přistavěn na obdélném půdorysu přízemní ateliér s otevřenou terasou na ploché střeše. Svůj architektonický ateliér sem Dryák přestěhoval z Letné. Poměrně konzervativně řešenou fasádu oživují jen siluety mansard s trojdílnými okénky a půlválcový balkón s plastickým dekorem. Strohý zevnějšek vily tak kontrastuje se sousední, bohatou siluetou a dekorací Vondrákovy vily. Vila patří již třetí generaci Dryákovy rodiny.